# NTT労働組合
NTT労働組合（エヌティティろうどうくみあい、登記上は、エヌ・ティ・ティ労働組合、略称：NTT労組（エヌティティろうそ）、英語：All NTT Workers Union of Japan）は、日本の労働組合でNTTグループ企業の労働者で構成する企業別労働組合である。
日本労働組合総連合会（連合）の構成組織である情報産業労働組合連合会（情報労連）、国際組織である国際コミュニケーション労連（CI）に加盟している。

## 歴史
1946年（昭和21年）に、当時逓信省所属の公務員として、郵便局員とともに全逓信従業員組合を結成する。1949年（昭和24年）に、逓信省が郵政省と電気通信省に分割され、翌1950年（昭和25年）に全国電気通信労働組合（全電通）を結成する。

### 電通共闘結成
1962年には国際電電労組（現・KDDI労組）などと電気通信産業労働組合共闘会議（電通共闘。のち電通労連こと全国電気通信労働組合、情報通信労連を経て現：情報労連）を結成し、総評への加盟単位を電通共闘へと統一した。
1964年の4.17ゼネストには全電通も参加する予定であったが、4月8日に日本共産党がスト中止を求める声明を発すると、組織内のこれに同調する勢力を組合のスト参加方針に反した行動をしたとして統制処分にした。これにより除名や脱退した近畿通信局管内の組合員は、1981年に通信産業労働組合（通信労組、現：JMITU）を結成した。
1965年11月10日、春闘による被処分者の賃金請求で、1万6000人全国62地裁に異例の人海訴訟、1966年7月6日、訴訟取下げを決定。

### 電通労連・電通情報労連時代
1980年に電通共闘は「電通労連」へ改称した。
1981年には連合の前身となる全民労協へ参加したが、これに反発した組合員が電気通信産業労働組合（電通労組）やNTT関連労働組合協議会（N関労）を結成し離脱した（いずれも全労協に加盟）。
1986年に「電通労連」は「電通情報労連」へ改称した。
NTTの再編成に伴い、1998年（平成10年）にNTT労働組合を結成した。

### 情報労連傘下時代
加盟している「電通情報労連」は1991年に「情報労連」へ改称した。

## 組合歌
- 『波よ輝け』- 作詞：川原務・上田洋一、補作詞：伊藤アキラ、作曲：馬飼野康二、歌：サーカス[4]

## 組織
- 東日本本部
- 西日本本部
- コミュニケーションズ本部
- データ本部
- ドコモ本部
- 持株グループ本部

## 組織内議員

### 衆議院議員
- 田嶋要（千葉1区）
- 岡本章子（宮城1区）

### 参議院議員
- 吉川沙織（比例区）
- 石橋通宏（比例区）